# Камара, Секу Амаду
Секу Амаду Камара или Секу Ахмед Камара (фр. Sékou Amadou (Ahmed) Camara; 23 сентября 1997, Комсар) — гвинейский футболист, нападающий. Играл за сборную Гвинеи.

## Биография
В начале взрослой карьеры играл на родине за клубы «Сателлит» и «Хоройя» из Конакри. С клубом «Хоройя» в сезоне 2014/15 стал чемпионом Гвинеи, забив за сезон 12 голов. Затем числился в клубе второго дивизиона Бельгии «Юнион» (Сен-Жиллуаз) и сыграл один матч за клуб четвёртого дивизиона Бельгии «Эндрахт» (Алст). В начале 2017 года вернулся в «Хоройю», с которой ещё несколько раз побеждал в чемпионате Гвинеи и регулярно участвовал в африканских кубках. В начале 2019 года перешёл в клуб высшего дивизиона Марокко «Дифаа» (Эль-Джадида), где провёл полтора сезона.
В сентябре 2020 года присоединился к клубу второго дивизиона Швейцарии «Виль», но за 13 матчей не смог отличиться ни разу. В марте 2021 года перешёл в клуб высшего дивизиона Эстонии «Пайде ЛМ», но уже в июне прекратил выступления за команду, сыграв за это время 8 матчей и забив 2 гола, «Пайде» в итоге стал бронзовым призёром чемпионата. С лета 2022 года выступал за клуб чемпионата Мальты «Пьета Хотспурс».
С 2015 года играл за национальную сборную «А», составленную из игроков внутреннего чемпионата и участвующую в чемпионате африканских наций. В розыгрыше 2016 года в отборочном турнире провёл 2 матча и забил 2 гола, в розыгрыше 2018 года — 6 матчей и 9 голов, из них 2 матча и один гол — в финальном турнире. Автор «покера» в игре против Гвинеи-Бисау (7:0) и хет-трика в ворота Сенегала (5:0). За основную сборную Гвинеи сыграл 2 матча в отборочном турнире чемпионата мира в 2017 году.

## Достижения
- Чемпион Гвинеи: 2014/15, 2016/17, 2017/18, 2018/19
- Бронзовый призёр чемпионата Эстонии: 2021